# پرسلاو باچف
پرسلاو باچف (بلغاری: Преслав Валериев Бачев؛ زادهٔ ۱۴ مارس ۲۰۰۶) بازیکن فوتبال است.
وی همچنین در تیم ملی فوتبال زیر هفده سال بلغارستان بازی کرده است.